# Landgericht Braunschweig

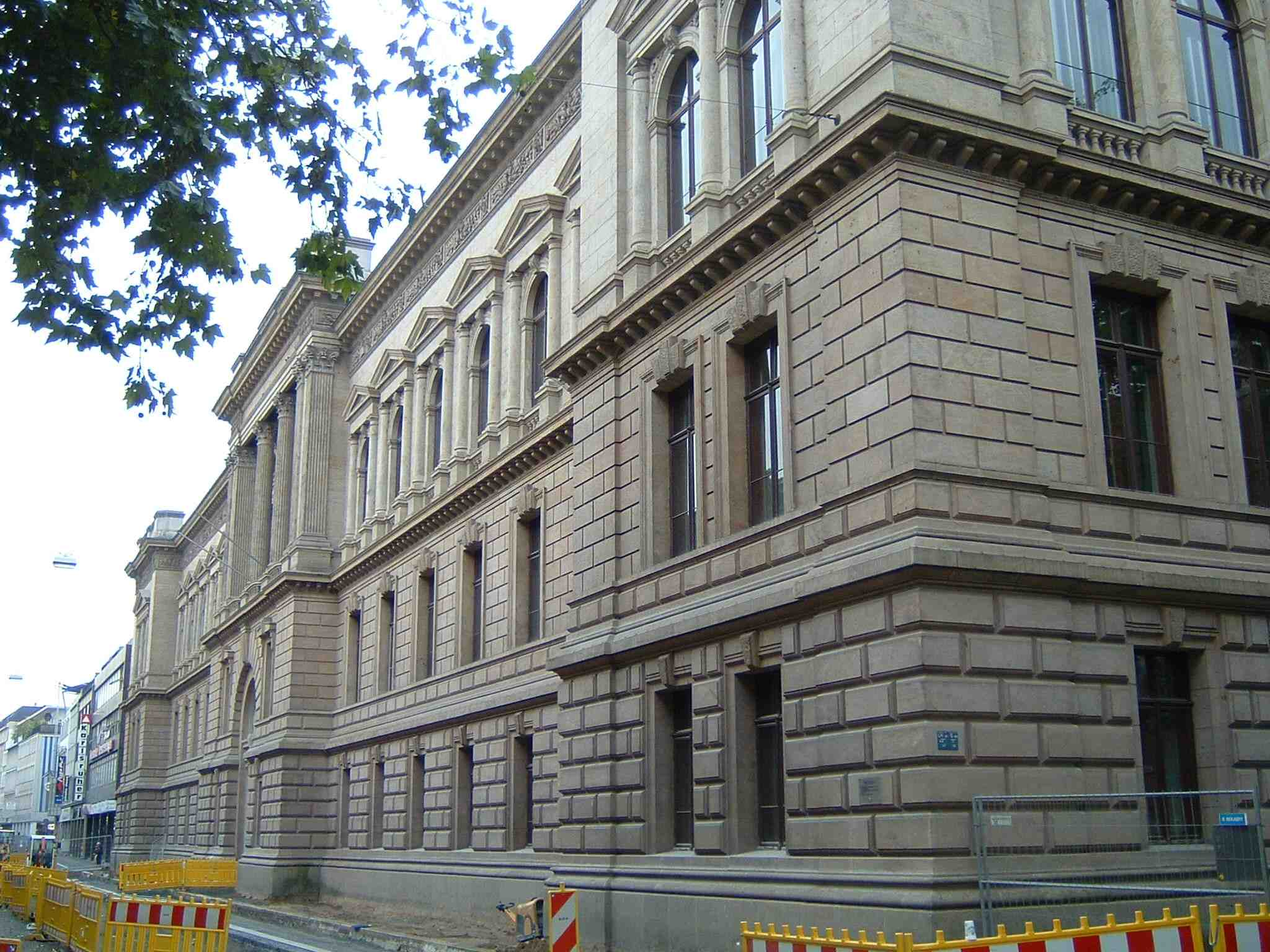
Der Altbau des Landgerichts Braunschweig in der Münzstraße

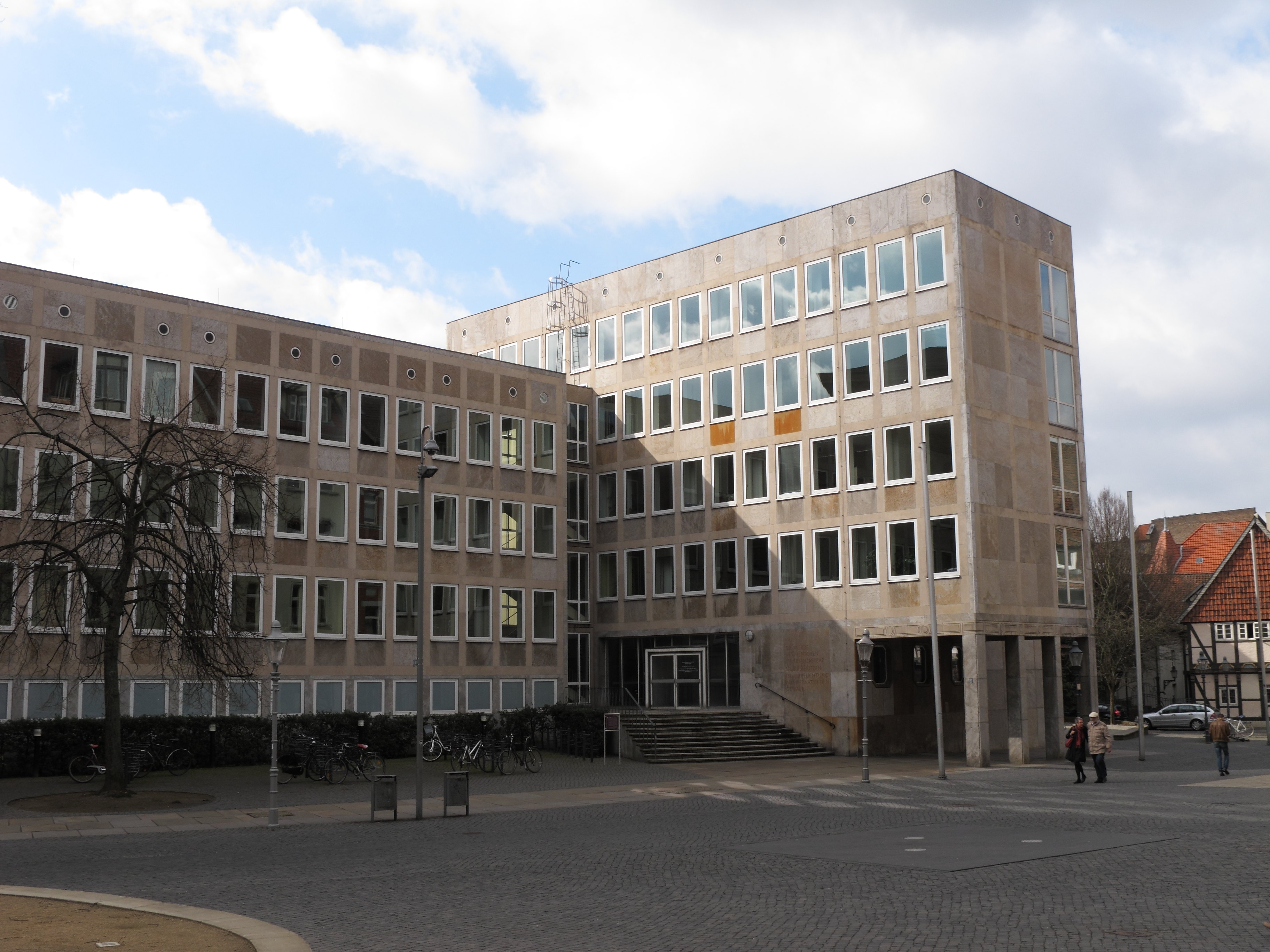
Der Neubau des Landgerichts Braunschweig, von 2012 bis 2023 Fritz-Bauer-Platz

Das Landgericht Braunschweig ist ein Gericht der ordentlichen Gerichtsbarkeit und eines der beiden Landgerichte (LG) im Bezirk des Oberlandesgerichtes Braunschweig.

## Gerichtssitz und -bezirk
Sitz des Gerichts ist Braunschweig. Der Gerichtsbezirk umfasst die Bezirke der neun untergeordneten Amtsgerichte Bad Gandersheim, Braunschweig, Clausthal-Zellerfeld, Goslar, Helmstedt, Salzgitter, Seesen, Wolfenbüttel und Wolfsburg.

## Übergeordnete Gerichte
Dem LG Braunschweig unmittelbar übergeordnet ist das Oberlandesgericht Braunschweig in Braunschweig.

## Personal, Kammern, Geschäftsverteilung
Im Jahr 2019 bestehen am LG Braunschweig 16 Straf- und 12 Zivilkammern. Sonderzuständigkeiten nehmen zwei Strafvollstreckungskammern und zwei Kammern für Handelssachen wahr.

## Geschichte
In Braunschweig bestand bis 1879 das Kreisgericht Braunschweig, welches für den Kreis Braunschweig zuständig war. Im Rahmen der Reichsjustizgesetze wurden reichsweit einheitlich Oberlandes-, Land- und Amtsgerichte gebildet. Im Herzogtum Braunschweig entstand so das Oberlandesgericht Braunschweig und die Landgerichte Braunschweig und Holzminden. Das Landgericht Braunschweig war für die Kreise Braunschweig, Wolfenbüttel, Helmstedt und Blankenburg zuständig. Dem Landgericht Braunschweig waren 16 Amtsgerichte zugeordnet. Dies war die Amtsgerichte Blankenburg, Braunschweig, Calvörde, Harzburg, Hasselfelde, Helmstedt, Königslutter, Riddagshausen, Salder, Schöningen, Schöppenstedt, Thedinghausen, Vechelde, Vorsfelde, Walkenried und Wolfenbüttel. Das Landgericht war für 241.471 Gerichtseingesessene zuständig. Am Gericht war ein Präsident, zwei Direktoren und zwölf Landrichter beschäftigt.
Das Landgericht Braunschweig wurde 1890 mit dem Landgericht Holzminden vereinigt, das sich wegen seiner schwachen Auslastung als unwirtschaftlich erwies. Damit wurde das Landgericht Braunschweig das einzige Landgericht im Oberlandesgerichtsbezirk Braunschweig, es war in dieser Zeit für 24 Amtsgerichte zuständig. Neu hinzu kamen die Amtsgerichte Eschershausen, Gandersheim, Greene, Holzminden, Lutter, Ottenstein, Seesen und Stadtoldendorf.

### Landesarbeitsgericht Braunschweig
Gemäß Arbeitsgerichtsgesetz vom 23. Dezember 1926 wurden in Deutschland Arbeitsgerichte gebildet. Diese waren nur in der ersten Instanz unabhängig, die Landesarbeitsgerichte waren den Landgerichten zugeordnet. Am Landgericht Braunschweig entstand so 1927 das Landesarbeitsgericht Braunschweig als einziges Landesarbeitsgericht im Freistaat Braunschweig. Dem Landesarbeitsgericht Braunschweig waren folgende acht Arbeitsgerichte zugeteilt: Arbeitsgericht Braunschweig, Arbeitsgericht Helmstedt, Arbeitsgericht Schöningen, Arbeitsgericht Bad Harzburg, Arbeitsgericht Blankenburg, Arbeitsgericht Seesen, Arbeitsgericht Holzminden und Arbeitsgericht Thedinghausen. Nach der Besetzung Deutschlands durch die Alliierten wurden 1945 zunächst alle Gerichte geschlossen. Die ordentlichen Gerichte wurden schon bald wieder eröffnet, während die Arbeitsgerichte zunächst nicht wieder eingerichtet wurden, so dass arbeitsgerichtliche Streitigkeiten von den ordentlichen Gerichten erledigt werden mussten. Gemäß Kontrollratsgesetz 21 sollten in Deutschland Arbeitsgerichte aufgebaut werden. Anstelle der früheren Landesarbeitsgerichte wurde am 5. November 1946 das Landesarbeitsgericht Hannover als einziges Landesarbeitsgericht Niedersachsen für das ganze Land Niedersachsen gebildet.

## Gebäude
Die Gebäude des Landgerichtes Braunschweig umfassen einen 1881 fertiggestellten Alt- und einen 1965 errichteten Neubau.

### Altbau
Bei dem Altbau handelt es sich um ein im Stile der italienischen Quaderrenaissance nach Plänen des Architekten und Baurats Friedrich Lilly errichtetes Gebäude. Das Bauwerk weist eine 90 Meter breite Gebäudefront zur Münzstraße auf. Nach hinten gehen mit dem Nord-, Mittel- und Südflügel drei Flügel ab. Hierdurch weist das Gebäude einen Grundriss in der Form eines „E“ auf.
Der Erlass der Reichsjustizgesetze war für die Regierung des Herzogtum Braunschweig Anlass für die zu errichtenden Justizbehörden der Stadt Braunschweig ein gemeinsames Justizzentrum zu planen, dieses sollte nach ersten Plänen die beiden Amtsgerichte der Stadt, das Landgericht, das Oberlandesgericht und die beiden dem Oberlandes- und dem Landgericht zugeordneten Staatsanwaltschaften Unterkunft bieten. Wegen der erwarteten Kosten von 2.840.000,00 Mark wurde aber dann eine kleinere Lösung bevorzugt, welche nur die Unterbringung des Landgerichtes, der Oberlandesgerichtes nebst den zugeordneten Staatsanwaltschaften vorsah. Am 19. Januar 1878 entschied sich die Landesversammlung des Herzogtums für diese kleine Lösung. Die Kosten hierfür wurden nur mit 1.313.500,00 Mark veranschlagt. Bautechnisch stellte die Errichtung des Gebäudes eine Herausforderung dar, da der Baugrund sumpfig und von Wasseradern durchzogen war und, da über das Baugrundstück einst ein Arm der Oker geführt hatte, bis in eine Tiefe von bis zu 9 m im Wesentlichen aus feinem tonigen Flusssand bestand. Mit dem Bau begonnen wurde im Herbst des Jahres 1878.
Am 15. September 1881 wurde das Gebäude bezogen, das Oberlandesgericht und die ihr zugeordnete Staatsanwaltschaft war in den repräsentativeren oberen Räumlichkeiten des zweiten Obergeschosses untergebracht, das Landgericht und die ihr zugeordnete Staatsanwaltschaft in den bescheideneren unteren Räumlichkeiten des Erd- und ersten Obergeschosses. Bis 1974 blieb das Oberlandesgericht Braunschweig in dem Gebäude, bis es ein eigenes Gerichtsgebäude bezog, seit dem 1. April 1998 sind in Räumen über dem Schwurgerichtssaal wieder zwei Senate des Oberlandesgerichtes Braunschweig untergebracht. Die Staatsanwaltschaft verfügt seit 1974 nur über einige Räume im Gerichtsgebäude.
Während der Bombenangriffe im Zweiten Weltkrieg, insbesondere beim Bombenangriff auf Braunschweig am 15. Oktober 1944 wurde das Gebäude schwer beschädigt. So brannte der mittlere der rückwärtigen Flügel mit dem darin befindlichen Schwurgerichtssaal vollständig aus und die vorher sehr prunkvoll eingerichtete und ausgestaltete Eingangshalle wurde fast vollständig zerstört. Das Gerichtsgebäude wurde zwar unmittelbar nach dem Kriege wiederaufgebaut, allerdings der Finanznot der Zeit folgend in einfacher und karger Ausführung unter Verzicht auf entbehrlichen Schmuck.
Zwischen 1994 und 2001 erfolgte eine umfassende Sanierung, während der Gerichtsbetrieb gleichzeitig weiterlief. In dieser Zeit wurde die heutige Eingangshalle und der Schwurgerichtssaal gestaltet. Die Wolfsburger Architektin Gabriele Schöning gestaltete die Eingangshalle unter Verwendung von Glas, Edelstahl und Eichenholz für die schlichte und zurückhaltende Einrichtung unter Zuhilfenahme von Beleuchtung und Farbgebung als eine Halle, die Leichtigkeit und Transparenz vermitteln soll. Der Schwurgerichtssaal wurde funktional, aber nüchtern und würdig gestaltet. Verwendet wurde hierbei das Holz der amerikanischen Weißeiche. Ausgestattet wurde der Saal zusätzlich mit zwei Rückprojektionsscheiben.

### Neubau
Bereits 1922 war auf dem Nachbargrundstück Münzstraße 16 ein Gebäude erworben und mittels Durchbrüche mit dem Südflügel des Altbaus in den beiden Obergeschossen verbunden worden. Bei den Bombenangriffen 1944 wurde dieses Gebäude vollständig zerstört und nach dem Zweiten Weltkrieg nicht wieder aufgebaut. Bei dem heutigen Neubau handelt es sich um einen am 15. März 1965 bezogenen fünfstöckigen Zweckbau mit Flachdach. Das Gebäude schließt an den rückwärtigen westlichen Teil des Altbaus an und befindet sich nicht auf dem Gelände dieses ehemaligen Erweiterungsbaus. Der Neubau beherbergt nur Büroräume und keine Sitzungssäle.

## Präsidenten des Landgerichts
- 1879–1892: Wilhelm Mansfeld (1831–1899)
- 1892–1905: Adolf Dedekind (1829–1909)
- 1905–1908: Wilhelm Bach (1850–1923)
- 1908–1914: Ernst Thielemann (* 1840, † vermutlich 1914)
- 1914–1928: Johannes Wicke (1863–1939)
- 1929–1930: Willy Röpcke (1879–1945)
- 1930–1931: Bruno Lange (1874–1931)
- 1932–1933: Kurt Trinks (1882–1958)
- 1933–1937: Friedrich Lachmund (1886–1963)
- 1937–1939: Conrad Schnitger (1879–1963)
- 1939–1945: Hugo Kalweit (1882–1970)
- 1945–1950: Kurt Trinks (zweite Amtszeit)
- 1950–1955: Friedrich-Wilhelm Holland (1903–1979)
- 1955–1960: Ernst Helle (1892–1975)
- 1960–1968: Gerhard Seidler (1905–1987)
- 1968–1975: Eberhard Kuthning (1923–2013)
- 1975–1985: Wilhelm Kutscher (1920–2017)
- 1985–1993: Jochen Lindemann (1931–2015)
- 1993–1996: Rainer Litten (* 1940)
- 1997–2008: Herbert Hausmann (* 1945)
- 2008–2013: Wolfgang Scheibel (* 1959)
- 2014–2016: Hubert Böning (* 1960)
- 2016–2022:  Eva Moll-Vogel (* 1956)
- seit 2022:  Ingo Groß (* 1972)